# Arachidamia
Arachidamia (Oudgrieks: Αραχιδάμεια) was een Spartaanse prinses. Ze leefde in de 3e eeuw v.Chr. Ze was samen met Cheilonis een van de commandanten die de Spartaanse verdediging leidde tijdens de Slag om Sparta. Pyrrhus van Epirus viel Sparta aan, samen met de voormalige Spartaanse generaal en prins Cleonymus. Die wilde de troon, die in handen was van zijn neef Areus I, veroveren. Koning Areus I was op dat moment echter in Kreta, met een groot deel van zijn leger. De Spartaanse vrouwen namen toen het heft in eigen handen, en organiseerden zich om de stad te verdedigen. Samen met de latere koning Acrotatus en 300 achtergebleven hoplieten, slaagden ze erin om de aanval af te slaan.